# Вырбовка
Вырбовка (болг. Върбовка) — село в Болгарии. Находится в Великотырновской области, входит в общину Павликени. Население составляет 1332 человека.

## Политическая ситуация
В местном кметстве Вырбовка, в состав которого входит Вырбовка, должность кмета (старосты) исполняет Антон Сашев Антонов (Болгарская социалистическая партия (БСП)) по результатам выборов.
Кмет (мэр) общины Павликени — Ангел Иванов Генов (коалиция в составе 2 партий: политический клуб «Экогласность», Земледельческий союз Александра Стамболийского (ЗСАС)) по результатам выборов.

## Известные уроженцы
- Борис Недков (1910 - 1975) — болгарский учёный османист.